# یواس‌اس واشینگتن
یواس‌اس واشینگتن ممکن است به یکی از موارد زیر اشاره داشته باشد:
- یواس‌اس واشینگتن (اس‌اس‌ان-۷۸۷)
- یواس‌اس واشینگتن (ای‌سی‌آر-۱۱)
- یواس‌اس واشینگتن (بی‌بی-۴۷)
- یواس‌اس واشینگتن (بی‌بی-۵۶)
- یواس‌اس واشینگتن (۱۷۷۵)
- یواس‌اس واشینگتن (۱۸۱۴)
- یواس‌اس واشینگتن (۱۸۳۷)